# Carnaval da Baixada Santista
Carnaval da Baixada Santista é o nome genérico pelos quais são tratados os eventos carnavalescos municipais realizados nas cidades que compõem a Baixada Santista, e região, tais como Santos, São Vicente, Praia Grande, Mongaguá, Itanhaém, Peruíbe, Cubatão, Guarujá e Bertioga. Algumas vezes ocorre o chamado Carnaval Regional, quando os desfiles de agremiações carnavalescas da região são unificados em apenas um lugar, ocorrendo somente um torneio.
Na maioria dos anos, no entanto, várias cidades possuem seu evento em separado. Muitas vezes as escolas de samba decidem, conforme sua possibilidade, sair de sua cidade e ir desfilar em uma das cidades vizinhas.
Entre todos os carnavais da Baixada Santista, o de Santos é considerado o mais forte, razão pela qual costuma atrair escolas de samba de outros municípios, enquanto escolas mais fracas de Santos costumam desfilar fora.
Atualmente, os carnavais de Santos, Praia Grande, Guarujá e São Vicente confundem-se bastante, com escolas de samba de uma cidade desfilando na outra. No desfile promovido pela prefeitura de Santos, participam atualmente 17 escolas de samba, sendo 15 delas da própria cidade, além da Mocidade Amazonense do Guarujá e da Imperatriz Alvinegra, de São Vicente.

## Carnaval de Santos
O Carnaval de Santos é considerado um dos mais tradicionais do estado de São Paulo. Já por volta de 1917 surgiam no Carnaval da cidade blocos populares como Adoradores da Mulata, Garôtas Descaradas e Dengosas do Marapé.
Nos anos 60, a imprensa já destacava o enorme número de paulistanos que se dirigia a Santos durante esta época do ano. Havia destaca para o bloco Dona Dorotéia, uma dos mais famosos da cidade na época, na categoria bloco de embalo, além do Cruz de Malta, que na categoria dos blocos organizados, foi octacampeão entre 1960 e 1967.
Entre 1967 e 1971 foi promovido na cidade o  Campeonato Estadual de Escolas de Samba, onde participavam agremiações da própria cidade, bem como da capital, entre outros lugares. Em 1968, participaram do II Campeonato Estadual de Escolas de Samba as escolas X-9, Brasil e Império (de Santos); Lavapés, Nenê e Peruche (São Paulo); Acadêmicos da Vila Paulista (Ribeirão Preto) e Ubirajara (de Campinas); sendo o desfile realizado na Praia do Gonzaga, durante o sábado de carnaval.  Ainda em 1968, entre os blocos organizados, além do Cruz de Malta, tiveram destaque no desfile realizado no domingo, na praia e na Rua Conselheiro Nébias (Boqueirão), os blocos Agora Vai, Esmeraldas e Bola Alvinegra, sendo este último ligado ao Santos Futebol Clube.
Com o tempo a situação se inverteu, o carnaval de São Paulo cresceu e o de Santos foi minguando, chegando até mesmo ao desfile de escolas de samba ter sido suspenso durante a década de 2000. Em outros anos, porém, houve também o Carnaval regional, onde escolas de toda a baixada santista desfilaram também em Santos, como foi o caso de 1991, ano em que a disputa foi vencida pela Brasil.
Algumas das escolas santistas são ex-participantes do Carnaval Paulistano. A Brasil de Santos, por exemplo, já chegou a ser campeã do Carnaval de São Paulo, em 1954, além de vencer o Carnaval Regional. Já a escola X-9 é conhecida por ter inspirado os sambistas que fundaram a X-9 Paulistana.
Em 2008, era esperado que a Banda da Vila Mathias se consagrasse como a mais nova escola de samba santista, mas houve uma situação inesperada: ao invés de uma escola, três. A Mocidade Dependente do Samba e a Camisa Alvinegra surgiram no cenário. Foi então que a cidade de Santos ganhou um Grupo de Acesso, pois quinze agremiações seriam demais. As três novatas disputaram o primeiro ano (2009) como pleiteantes ao Acesso, enquanto as outras doze passaram a correr o risco de que duas delas caíssem para o Acesso, compondo dez no Especial e cinco no Acesso. As primeiras a caírem foram a Unidos da Zona Noroeste e a Metropolitana.
Com a cidade sendo homenageada no Carnaval carioca. o carnaval santista passou a ser antes do carnaval oficial, semelhante ao Carnaval de Vitória, a fim de não coincidir com os grandes carnavais.

## Carnaval de Praia Grande
O Carnaval de Praia Grande é um evento carnavalesco realizado da cidade de Praia Grande. O evento é organizado pela Libesa.
Até metade dos anos 2000, não havia um número fixo de escolas que desfilavam no carnaval da cidade, quando em 2009 houve uma reestruturação do evento, com a criação da Libesa e com diversas parcerias (a principal delas com Prefeitura), que definiu as divisões e a quantidade de agremiações em cada uma delas, organizando e elevando ainda mais a qualidade dos desfiles.
Nesse ano, 14 agremiações desfilaram na divisão principal e 7 na divisão de acesso, onde os cinco primeiros blocos mais bem colocados na apuração receberam incentivos para que se tornem escolas de samba e desfilarem já em 2010 no Grupo Especial, junto às tradicionais Vila do Sapo e Império (inativa desde 2008).
Devido ao número elevado de desfiles, o evento ocorria em três dias: sábado, domingo e segunda-feira. Assim permaneceu até 2011, quando se estabeleceu o número de 6 escolas (Grupo Especial) e 8 escolas (Grupo de Acesso), e concentrando os desfiles aos domingos e segundas-feiras no Sambódromo de Praia Grande, com capacidade para receber um público de 20 mil pessoas por noite, com camarotes, praça de alimentação e banheiros químicos.
Na Terça-Feira Gorda é feita a apuração para definir as escolas campeãs.

## Carnaval do Guarujá
O Carnaval do Guarujá é um evento carnavalesco realizado no Guarujá.
Começando com o desfile de bandas e blocos por vários bairros da cidade. sendo essas apresentações abertas ao público. e no total, mais de 30 grupos carnavalescos se apresentarão nos dois fins de semana. e também há o desfile das escolas de samba, que são organizados pela Liecisa, que desfilam nos dias domingo e segunda-feira a partir das 20h30min na na Passarela do Samba, montada no corredor das Avenidas Santos Dumont, em Vicente de Carvalho.